# Lillsjön (Ytterjärna socken, Södermanland)
Lillsjön är en sjö i Södertälje kommun i Södermanland och ingår i Tyresån-Trosaåns kustområde.